# Bytkowice
Bytkowice [pronunciación en polaco: /bɨtkɔˈvit͡sɛ/] (en alemán: Böthkenwalde) es un pueblo ubicado en el distrito administrativo de Gmina Koronowo, dentro del distrito de Bydgoszcz, voivodato de Cuyavia y Pomerania, en el norte de Polonia central. Se encuentra aproximadamente a 5 kilómetros al suroeste de Koronowo y a 20 kilómetros al norte de Bydgoszcz.